# Gross Leckihorn
Gross Leckihorn är en bergstopp i Schweiz.   Den ligger i distriktet Goms och kantonen Valais, i den centrala delen av landet, 90 km sydost om huvudstaden Bern. Toppen på Gross Leckihorn är 3 068 meter över havet, eller 257 meter över den omgivande terrängen. Bredden vid basen är 5,1 km.
Terrängen runt Gross Leckihorn är huvudsakligen bergig, men den allra närmaste omgivningen är kuperad. Runt Gross Leckihorn är det mycket glesbefolkat, med 3 invånare per kvadratkilometer.. Närmaste större samhälle är Airolo, 11,1 km öster om Gross Leckihorn. 
Trakten runt Gross Leckihorn består i huvudsak av gräsmarker.